# Società Sportiva Cavese 1919 2010-2011
Questa voce raccoglie le informazioni riguardanti la Società Sportiva Cavese 1919 nelle competizioni ufficiali della stagione 2010-2011.

## Stagione
Nel 2010-11 la Cavese si appresta a disputare il suo quattordicesimo campionato di Lega Pro Prima Divisione / Serie C1 della sua storia.
La stagione non parte sotto i migliori auspici, con la crisi societaria in atto e il sindaco metelliano che si fa promotore di una raccolta fondi per tentare di salvare la società dal fallimento. L'iniziativa si dimostra efficace, tant'è vero che il club riesce anche a depositare in lega, nei termini utili, la quota necessaria per l'iscrizione al campionato, con esito favorevole da parte della Covisoc.
Il 20 luglio 2010, presso la sala consiliare del Comune metelliano, c'è l'ufficializzazione del nuovo quadro societario, preceduta, però, dall'inattesa notizia del dietrofront di Paolo Stringara a continuare a sedere sulla panchina biancoblu.
Il comunicato dal Palazzo di Città con cui si riporta la ridistribuzione delle quote fra i membri della nuova società è il prodoromo all'ufficializzazione del nuovo allenatore Marco Rossi e del direttore generale Francesco Maglione.
Il quadro tecnico-societario va delineandosi poco prima dell'inizio del campionato allorquando sono annunciati dodici acquisti ed è definito il nuovo quadro dirigenziale.
In settembre, inoltre, su sollecito dell'assessore allo sport, è nominato un rappresentante della tifoseria in seno alla società, per la prima volta nella storia del calcio professionistico in Italia.
Altre importanti notizie dalla proprietà sono, in ottobre, l'uscita di scena di alcuni soci e l'avvenuta ricapitalizzazione, necessaria per evitare il fallimento del club metelliano.
Il 3 novembre, inoltre, arriva la prevista penalizzazione in classifica da parte della Commissione Disciplinare della F.I.G.C., 5 punti da scontarsi nella stagione in corso, cui la società fa prontamente ricorso, poi respinto (punti saliti a 7 dopo le sentenze del 4 e 19 gennaio 2011, poi scesi a 6 in seguito alla sentenza del 23 febbraio).
Il 14 febbraio è esonerato Marco Rossi, sostituito da Mauro Melotti.
Il 24 marzo Francesco Maglione rassegna le proprie dimissioni dalla carica di direttore generale, respinte dalla società, ma ribadite dallo stesso d.g. per il termine della stagione.
Il 27 marzo, in seguito al pareggio casalingo contro il Lanciano, rassegna le dimissioni anche l'allenatore Mauro Melotti, cui però la società ribadisce la propria fiducia.
Il 23 aprile, dopo la sconfitta esterna con l'Atletico Roma, Melotti rassegna nuovamente le dimissioni, stavolta accettate dalla società, che ingaggia Francesco Dellisanti.
Il giorno successivo tocca a Maglione, sostituito da Nicola D'Ottavio.
Il 15 maggio, in seguito al pareggio casalingo nell'ultima gara di campionato contro il Foligno, la Cavese retrocede in Seconda Divisione.
Nell'estate del 2011, per inadempienze finanziarie, la squadra viene esclusa dai campionati professionistici.

## Divise e sponsor
| casa | trasferta | portiere |

Lo sponsor ufficiale è Pastificio Oro Giallo, mentre quello tecnico è Royal.

## Organigramma societario
Area direttiva
- presidente onorario: Giuseppe Spatola[14];
- amministratore unico: Adolfo Accarino[14] Michele Angelo Sica[43];
- responsabile amministrativo/finanziario: Angelo Della Brenda[14];
- responsabile marketing/commerciale: Bruno D'Elia[14] Riccardo Tanimi;
- responsabile campo/sicurezza: Giovanni Lamberti[14];
- responsabile area comunicazione: Riccardo Tanimi[14][44];
- direttore generale: Francesco Maglione[12][38] Nicola D'Ottavio[39];
- direttore organizzativo: Gennaro Brunetti;
- dirigente addetto all'arbitro: Giuseppe Mari;
- team manager: Giovanni De Cristaforo[39][45];
- segretaria organizzativa: Angela Pesante;
- segretario amministrativo: Rosario De Rosa;
- responsabile relazioni esterne: Geltrude Barba[46];
- rappresentante dei tifosi: Francesco Bove[17].

Staff tecnico
- allenatore: Marco Rossi[29] Mauro Melotti[30][36] Francesco Dellisanti[37];
- allenatore in 2ª: Cristoforo Barbato[48] Franco Cotugno[39];
- preparatore dei portieri: Franco Cotugno[39][48];
- preparatore atletico: Salvatore Varracchio[48];
- medici sociali: Luigi Trofa, Antonio Massa, Diego Campolongo[49];
- massaggiatore: Mario Aurino[11];
- magazzinieri: Alfredo Codetti, Antonio Ferrara, Alfredo Ronchetti.

Ufficio stampa
- responsabile: Antonio Ioele[50][51] Andrea De Caro[52];
- responsabile legale: Giorgio Garofalo;
- fotografi: Giovanni Petrolini, Michele Sica;
- speaker: Angelo Parrocchia.

Marketing & Comunicazione
- comunicazione visiva: l'Albero laboratorio digitale s.a.s.

## Rosa 2010-2011
| N. |                   | Ruolo | Calciatore            |
| -- | ----------------- | ----- | --------------------- |
|    | Italia (bandiera) | P     | Domenico Botticella   |
|    | Italia (bandiera) | P     | Gianfranco Faggiano   |
|    | Italia (bandiera) | P     | Pasquale Pane         |
|    | Italia (bandiera) | D     | Michele Ciano         |
|    | Italia (bandiera) | D     | Luigi Cipriani        |
|    | Italia (bandiera) | D     | Raffaele D'Orsi       |
|    | Italia (bandiera) | D     | Nicola Lagnena        |
|    | Italia (bandiera) | D     | Carmine Pagano        |
|    | Italia (bandiera) | D     | Felice Pepe           |
|    | Italia (bandiera) | D     | Angelo Piscitelli     |
|    | Italia (bandiera) | D     | Raffaele Poziello     |
|    | Italia (bandiera) | D     | Ciro Oreste Sirignano |
|    | Italia (bandiera) | D     | Emanuele Troise       |
|    | Italia (bandiera) | C     | Gerardo Alfano        |
|    | Italia (bandiera) | C     | Enrico Citro          |

| N. |                      | Ruolo | Calciatore                 |
| -- | -------------------- | ----- | -------------------------- |
|    | Italia (bandiera)    | C     | Gianluca Bacchiocchi       |
|    | Italia (bandiera)    | C     | Tony D'Amico               |
|    | Italia (bandiera)    | C     | Bruno Di Napoli            |
|    | Ungheria (bandiera)  | C     | Márk Orosz                 |
|    | Italia (bandiera)    | C     | Matteo Quadrini            |
|    | Italia (bandiera)    | C     | Michele Siano              |
|    | Argentina (bandiera) | C     | Facundo Emanuel Zampa      |
|    | Italia (bandiera)    | A     | Vittorio Bernardo          |
|    | Italia (bandiera)    | A     | Camillo Ciano              |
|    | Italia (bandiera)    | A     | Daniele Conti              |
|    | Italia (bandiera)    | A     | Antonio Libero Del Sorbo   |
|    | Italia (bandiera)    | A     | Emanuele Santaniello       |
|    | Italia (bandiera)    | A     | Antonio Schetter           |
|    | Argentina (bandiera) | A     | Federico Ezequiel Turienzo |

## Calciomercato

### Sessione estiva
| Acquisti | Acquisti              | Acquisti        |
| ruolo    | nome                  | da              |
| -------- | --------------------- | --------------- |
| P        | Domenico Botticella   | Arezzo          |
| P        | Gianfranco Faggiano   |                 |
| D        | Michele Ciano         | Real Marcianise |
| D        | Alessandro Diana      | Napoli          |
| D        | Carmine Pagano        |                 |
| D        | Felice Pepe           | Bari            |
| D        | Raffaele Poziello     | Giugliano       |
| D        | Ciro Oreste Sirignano | Botev Plovdiv   |
| D        | Emanuele Troise       | Foggia          |
| C        | Gerardo Alfano        | Real Marcianise |
| C        | Enrico Citro          | Roma            |
| C        | Bruno Di Napoli       | Real Marcianise |
| C        | Mark Orosz            | Arezzo          |
| C        | Matteo Quadrini       | Foggia          |
| C        | Giuseppe Sifonetti    | Scafatese       |
| C        | Facundo Emanuel Zampa |                 |
| A        | Camillo Ciano         | Napoli          |
| A        | Mario Ramaglia        | Real Marcianise |

| Cessioni | Cessioni                | Cessioni   |
| ruolo    | nome                    | a          |
| -------- | ----------------------- | ---------- |
| P        | Francesco Russo         | Pergocrema |
| D        | Achille Andreozzi       |            |
| D        | Federico Chirico        |            |
| D        | Filippo Di Stani        |            |
| D        | Alberto Nocerino        | Avellino   |
| D        | Stefano Pozza           |            |
| D        | Alessandro Radi         |            |
| D        | Alessandro Rapino       |            |
| C        | Matteo Berretti         | Taranto    |
| C        | Francesco Favasuli      | Pisa       |
| C        | Stefano Maiorano        |            |
| C        | Giorgio Santarelli      | Ascoli     |
| C        | Daniele Scartozzi       |            |
| C        | Fernando Spinelli       |            |
| A        | Wilson Cruz da Silveira |            |
| A        | Lorenzo Insigne         | Napoli     |

### Sessione invernale
| Acquisti | Acquisti                 | Acquisti |
| ruolo    | nome                     | da       |
| -------- | ------------------------ | -------- |
| D        | Angelo Piscitelli        | Sorrento |
| C        | Tony D'Amico             | Gela     |
| A        | Daniele Conti            | Palermo  |
| A        | Antonio Libero Del Sorbo | Matera   |

| Cessioni | Cessioni           | Cessioni       |
| ruolo    | nome               | a              |
| -------- | ------------------ | -------------- |
| D        | Arturo Carbonaro   |                |
| D        | Alessandro Diana   | Napoli         |
| C        | Giuseppe Sifonetti | Sanremese      |
| A        | Mario Ramaglia     | Viribus Unitis |

## Risultati

### Lega Pro Prima Divisione
| Arbitro: | Simone Di Francesco (Teramo) |

|  |           |                                    |
|  | Marcatori | 28’ Romagnoli 45'+1’ Varga 55’ Sau |

| Nocera Inferiore 29 agosto 2010, ore 16:00 CEST | Nocerina                             | 0 – 0 referto | Cavese | Stadio San Francesco d'Assisi\| Arbitro: \| Stefano Del Giovane (Albano Laziale) \| |
| Arbitro:                                        | Stefano Del Giovane (Albano Laziale) |               |        |                                                                                     |

| Arbitro: | Marco Bolano (Livorno) |

|                          |           |                                |
| C. Ciano 48’ (rig.), 49’ | Marcatori | 35’ (aut.) Troise 80’ Bernardi |

| Arbitro: | Federico La Penna (Roma 1) |

|                            |           |             |
| Cruciani 18’ D'Anna 90'+4’ | Marcatori | 34’C. Ciano |

| Cava de' Tirreni 19 settembre 2010, ore 15:00 CEST | Cavese                      | 0 – 0 referto | Ternana | Stadio Simonetta Lamberti\| Arbitro: \| Claudio Gavillucci (Latina) \| |
| Arbitro:                                           | Claudio Gavillucci (Latina) |               |         |                                                                        |

| Arbitro: | Gianluca Barbiero (Vicenza) |

|             |           |  |
| Ciotola 60’ | Marcatori |  |

| Arbitro: | Fabrizio Pasqua (Tivoli) |

|                                        |           |             |
| Turienzo 8’ Di Napoli 42’ C. Ciano 56’ | Marcatori | 11’ Mancino |

| Arbitro: | Giuseppe Sguizzato (Verona) |

|              |           |  |
| Mosciaro 78’ | Marcatori |  |

| Arbitro: | Domenico Rocca (Vibo Valentia) |

|                                |           |                                  |
| Guerri 33’ Lucioni 85’, 90'+2’ | Marcatori | 71’ Schetter 81’, 90'+3’C. Ciano |

| Arbitro: | Eugenio Abbatista (Molfetta) |

|           |           |  |
| Zampa 20’ | Marcatori |  |

| Arbitro: | Riccardo Colasanti (Siena) |

|  |           |                         |
|  | Marcatori | 50’ (rig.), 56’C. Ciano |

| Arbitro: | Francesco Castrignanò (Brindisi) |

|                                          |           |  |
| Pinsoglio 36’ (aut.) Bernardo 62’ (rig.) | Marcatori |  |

| Arbitro: | Denis Santonocito (Abbiategrasso) |

|              |           |  |
| Clemente 11’ | Marcatori |  |

| Arbitro: | Marco Viti (Campobasso) |

|  |           |                  |
|  | Marcatori | 15’, 71’ Ciofani |

| Arbitro: | Maurizio Mariani (Aprilia) |

|                                 |           |             |
| Di Cuonzo 16’ Corona 76’ (rig.) | Marcatori | 23’E. Citro |

| Arbitro: | Aurelio Cafari Panico (Cassino) |

|                              |           |  |
| Alfano 22’ C. Ciano 23’, 43’ | Marcatori |  |

| Arbitro: | Mirko Mangialardi (Pistoia) |

|  |           |              |
|  | Marcatori | 76’ Schetter |

| Arbitro: | Andrea Coccia (San Benedetto del Tronto) |

|                  |           |              |
| Insigne 57’, 84’ | Marcatori | 87’ Turienzo |

| Arbitro: | Claudio Gavillucci (Latina) |

|  |           |                               |
|  | Marcatori | 65’ Negro 82’ (rig.) Castaldo |

| Cosenza 16 gennaio 2010, ore 14:30 CEST | Cosenza                   | 0 – 0 referto | Cavese | Stadio San Vito\| Arbitro: \| Fabio Giallanza (Catania) \| |
| Arbitro:                                | Fabio Giallanza (Catania) |               |        |                                                            |

| Arbitro: | Filippo Giorgetti (Cesena) |

|              |           |             |
| Cipriani 64’ | Marcatori | 81’ Docente |

| Arbitro: | Valerio Marini (Roma) |

|                  |           |           |
| Tozzi Borsoi 43’ | Marcatori | 9’ Alfano |

| Arbitro: | Andrea De Faveri (San Donà del Piave) |

|              |           |            |
| Cipriani 31’ | Marcatori | 71’ Di Deo |

| Arbitro: | Diego Roca (Foggia) |

|             |           |  |
| Mancosu 87’ | Marcatori |  |

| Arbitro: | Michele Gallo (Barcellona Pozzo di Gotto) |

|  |           |             |
|  | Marcatori | 87’ Guidone |

| Arbitro: | Andrea Coccia (San Benedetto del Tronto) |

|               |           |  |
| Del Sorbo 11’ | Marcatori |  |

| Arbitro: | Daniele Minelli (Varese) |

|             |           |  |
| Carloto 24’ | Marcatori |  |

| Cava de' Tirreni 27 marzo 2011, ore 14:30 CEST | Città de la Cava               | 0 – 0 referto | Virtus Lanciano | Stadio Simonetta Lamberti\| Arbitro: \| Francesco Paolo Saia (Palermo) \| |
| Arbitro:                                       | Francesco Paolo Saia (Palermo) |               |                 |                                                                           |

| Arbitro: | Massimiliano De Benedictis (Bari) |

|                  |           |              |
| Fiale 84’ (rig.) | Marcatori | 42’ Schetter |

| Arbitro: | Gianluca Barbiero (Vicenza) |

|                   |           |                                 |
| Schetter 70’, 72’ | Marcatori | 33’ Clemente 38’, 90+2’ Mounard |

| Arbitro: | Gianluca Aureliano (Bologna) |

|                                                                    |           |  |
| Padella 4’, 31’ Babú 14’ Franchini 18’ Chiaretti 76’ Mazzarani 81’ | Marcatori |  |

| Arbitro: | Vincenzo Soricaro (Barletta) |

|                          |           |  |
| C. Ciano 7’ Bernardo 57’ | Marcatori |  |

| Arbitro: | Andrea De Faveri (San Donà di Piave) |

|             |           |  |
| Minesso 43’ | Marcatori |  |

| Arbitro: | Massimiliano Irrati (Pistoia) |

|                                |           |                            |
| Alfano 54’ Turienzo 72’ (rig.) | Marcatori | 36’ Falcinelli 62’ Bassoli |

### Coppa Italia
| Arbitro: | Vincenzo Soricaro (Barletta) |

|  |           |                         |
|  | Marcatori | 53’ Sandreani 65’ Gomez |

### Coppa Italia Lega Pro
| Arbitro: | Giuseppe Monaco (Tivoli) |

|                                                     |           |  |
| Bernardo 48’ (rig.), 81’ Quadrini 69’ Sifonetti 77’ | Marcatori |  |

| Arbitro: | Andrea Adducci (Paola) |

|                      |           |                 |
| Pepe 10’ Galizia 18’ | Marcatori | 34’ Santaniello |

## Statistiche

### Statistiche di squadra
| competizione          | punti | in casa | in casa | in casa | in casa | in casa | in casa | in trasferta | in trasferta | in trasferta | in trasferta | in trasferta | in trasferta | totale | totale | totale | totale | totale | totale | DR  |
| competizione          | punti | G       | V       | N       | P       | Gf      | Gs      | G            | V            | N            | P            | Gf           | Gs           | G      | V      | N      | P      | Gf     | Gs     | DR  |
| --------------------- | ----- | ------- | ------- | ------- | ------- | ------- | ------- | ------------ | ------------ | ------------ | ------------ | ------------ | ------------ | ------ | ------ | ------ | ------ | ------ | ------ | --- |
| Campionato            | 29    | 17      | 6       | 6       | 5       | 20      | 18      | 17           | 2            | 5            | 10           | 11           | 23           | 34     | 8      | 11     | 15     | 31     | 41     | -10 |
| Coppa Italia          | -     | 1       | 0       | 0       | 1       | 0       | 2       | -            | -            | -            | -            | -            | -            | 1      | 0      | 0      | 1      | 0      | 2      | -2  |
| Coppa Italia Lega Pro | -     | 1       | 1       | 0       | 0       | 4       | 0       | 1            | 0            | 0            | 1            | 1            | 2            | 2      | 1      | 0      | 1      | 5      | 2      | +3  |

### Statistiche dei giocatori
| Giocatore    | Lega Pro Prima Divisione | Lega Pro Prima Divisione | Lega Pro Prima Divisione | Lega Pro Prima Divisione | Coppa Italia | Coppa Italia | Coppa Italia | Coppa Italia | Coppa Italia Lega Pro | Coppa Italia Lega Pro | Coppa Italia Lega Pro | Coppa Italia Lega Pro | Totale   | Totale | Totale      | Totale     |
| Giocatore    | Presenze                 | Reti                     | Ammonizioni              | Espulsioni               | Presenze     | Reti         | Ammonizioni  | Espulsioni   | Presenze              | Reti                  | Ammonizioni           | Espulsioni            | Presenze | Reti   | Ammonizioni | Espulsioni |
| ------------ | ------------------------ | ------------------------ | ------------------------ | ------------------------ | ------------ | ------------ | ------------ | ------------ | --------------------- | --------------------- | --------------------- | --------------------- | -------- | ------ | ----------- | ---------- |
| Alfano       | 32                       | 3                        | 8                        | 0                        | 1            | 0            | 0            | 0            | 0                     | 0                     | 0                     | 0                     | 33       | 3      | 8           | 0          |
| Bacchiocchi  | 29                       | 0                        | 7                        | 1                        | 1            | 0            | 1            | 0            | 0                     | 0                     | 0                     | 0                     | 30       | 0      | 8           | 1          |
| Barra        | 0                        | 0                        | 0                        | 0                        | 1            | 0            | 0            | 0            | 0                     | 0                     | 0                     | 0                     | 1        | 0      | 0           | 0          |
| Bernardo     | 28                       | 2                        | 2                        | 0                        | 0            | 0            | 0            | 0            | 1                     | 2                     | 0                     | 0                     | 29       | 4      | 2           | 0          |
| Botticella   | 2                        | -4                       | 0                        | 0                        | 0            | 0            | 0            | 0            | 1                     | -2                    | 0                     | 0                     | 3        | -6     | 0           | 0          |
| Carbonaro    | 4                        | 0                        | 0                        | 0                        | 1            | 0            | 0            | 0            | 0                     | 0                     | 0                     | 0                     | 5        | 0      | 0           | 0          |
| C. Ciano     | 29                       | 11                       | 6                        | 1                        | 0            | 0            | 0            | 0            | 0                     | 0                     | 0                     | 0                     | 29       | 11     | 6           | 1          |
| M. Ciano     | 30                       | 0                        | 5                        | 0                        | 0            | 0            | 0            | 0            | 1                     | 0                     | 0                     | 0                     | 31       | 0      | 5           | 0          |
| Cipriani     | 32                       | 2                        | 7                        | 0                        | 0            | 0            | 0            | 0            | 0                     | 0                     | 0                     | 0                     | 32       | 2      | 7           | 0          |
| E. Citro     | 19                       | 1                        | 8                        | 0                        | 1            | 0            | 0            | 0            | 1                     | 0                     | 1                     | 1                     | 21       | 1      | 9           | 1          |
| M. Citro     | 0                        | 0                        | 0                        | 0                        | 1            | 0            | 0            | 0            | 0                     | 0                     | 0                     | 0                     | 1        | 0      | 0           | 0          |
| Conti        | 0                        | 0                        | 0                        | 0                        | 0            | 0            | 0            | 0            | 0                     | 0                     | 0                     | 0                     | 0        | 0      | 0           | 0          |
| Diana        | 0                        | 0                        | 0                        | 0                        | 0            | 0            | 0            | 0            | 0                     | 0                     | 0                     | 0                     | 0        | 0      | 0           | 0          |
| D'Amico      | 13                       | 0                        | 2                        | 0                        | 0            | 0            | 0            | 0            | 0                     | 0                     | 0                     | 0                     | 13       | 0      | 2           | 0          |
| D'Orsi       | 2                        | 0                        | 0                        | 0                        | 1            | 0            | 0            | 0            | 1                     | 0                     | 2                     | 1                     | 4        | 0      | 2           | 1          |
| D. Sorbo     | 9                        | 1                        | 1                        | 1                        | 0            | 0            | 0            | 0            | 0                     | 0                     | 0                     | 0                     | 9        | 1      | 1           | 1          |
| Dell'Isola   | 0                        | 0                        | 0                        | 0                        | 1            | 0            | 0            | 0            | 0                     | 0                     | 0                     | 0                     | 1        | 0      | 0           | 0          |
| Di Napoli    | 23                       | 1                        | 8                        | 0                        | 0            | 0            | 0            | 0            | 1                     | 0                     | 0                     | 0                     | 24       | 1      | 8           | 0          |
| Faggiano     | 0                        | 0                        | 0                        | 0                        | 0            | 0            | 0            | 0            | 0                     | 0                     | 0                     | 0                     | 0        | 0      | 0           | 0          |
| Fella        | 0                        | 0                        | 0                        | 0                        | 0            | 0            | 0            | 0            | 1                     | 0                     | 0                     | 0                     | 1        | 0      | 0           | 0          |
| Giliberti    | 0                        | 0                        | 0                        | 0                        | 1            | 0            | 0            | 0            | 0                     | 0                     | 0                     | 0                     | 1        | 0      | 0           | 0          |
| La Ragione   | 0                        | 0                        | 0                        | 0                        | 1            | 0            | 1            | 0            | 0                     | 0                     | 0                     | 0                     | 1        | 0      | 1           | 0          |
| Lagnena      | 4                        | 0                        | 1                        | 0                        | 1            | 0            | 0            | 0            | 2                     | 0                     | 0                     | 0                     | 7        | 0      | 1           | 0          |
| Maresca      | 0                        | 0                        | 0                        | 0                        | 1            | 0            | 0            | 0            | 0                     | 0                     | 0                     | 0                     | 1        | 0      | 0           | 0          |
| Orosz        | 5                        | 0                        | 1                        | 0                        | 0            | 0            | 0            | 0            | 2                     | 0                     | 0                     | 0                     | 7        | 0      | 1           | 0          |
| Pagano       | 12                       | 0                        | 2                        | 0                        | 0            | 0            | 0            | 0            | 2                     | 0                     | 0                     | 0                     | 14       | 0      | 2           | 0          |
| Pane         | 32                       | -37                      | 1                        | 0                        | 1            | -2           | 0            | 0            | 1                     | 0                     | 0                     | 0                     | 34       | -39    | 1           | 0          |
| Pascucci     | 1                        | 0                        | 0                        | 0                        | 0            | 0            | 0            | 0            | 1                     | 0                     | 0                     | 0                     | 2        | 0      | 0           | 0          |
| Pepe         | 1                        | 0                        | 0                        | 1                        | 0            | 0            | 0            | 0            | 2                     | 0                     | 0                     | 0                     | 3        | 0      | 0           | 1          |
| Piscitelli   | 12                       | 0                        | 1                        | 0                        | 0            | 0            | 0            | 0            | 0                     | 0                     | 0                     | 0                     | 12       | 0      | 1           | 0          |
| Poziello     | 0                        | 0                        | 0                        | 0                        | 0            | 0            | 0            | 0            | 0                     | 0                     | 0                     | 0                     | 0        | 0      | 0           | 0          |
| Quadrini     | 9                        | 0                        | 3                        | 1                        | 0            | 0            | 0            | 0            | 1                     | 1                     | 0                     | 0                     | 10       | 1      | 3           | 1          |
| Ramaglia     | 0                        | 0                        | 0                        | 0                        | 0            | 0            | 0            | 0            | 2                     | 0                     | 1                     | 0                     | 2        | 0      | 1           | 0          |
| Santaniello  | 6                        | 0                        | 0                        | 0                        | 0            | 0            | 0            | 0            | 1                     | 1                     | 0                     | 0                     | 7        | 1      | 0           | 0          |
| Schetter     | 31                       | 5                        | 3                        | 1                        | 1            | 0            | 0            | 0            | 0                     | 0                     | 0                     | 0                     | 32       | 5      | 3           | 1          |
| Siano        | 8                        | 0                        | 1                        | 0                        | 1            | 0            | 0            | 0            | 1                     | 0                     | 0                     | 0                     | 10       | 0      | 1           | 0          |
| Sifonetti    | 12                       | 0                        | 1                        | 0                        | 0            | 0            | 0            | 0            | 2                     | 1                     | 0                     | 0                     | 14       | 1      | 1           | 0          |
| C. Sirignano | 26                       | 0                        | 3                        | 1                        | 0            | 0            | 0            | 0            | 0                     | 0                     | 0                     | 0                     | 26       | 0      | 3           | 1          |
| Tortorella   | 0                        | 0                        | 0                        | 0                        | 0            | 0            | 0            | 0            | 1                     | 0                     | 1                     | 0                     | 1        | 0      | 1           | 0          |
| E. Troise    | 25                       | 0                        | 4                        | 1                        | 0            | 0            | 0            | 0            | 1                     | 0                     | 0                     | 0                     | 26       | 0      | 4           | 1          |
| F. Turienzo  | 22                       | 3                        | 1                        | 1                        | 0            | 0            | 0            | 0            | 0                     | 0                     | 0                     | 0                     | 22       | 3      | 1           | 1          |
| Zampa        | 11                       | 1                        | 0                        | 0                        | 0            | 0            | 0            | 0            | 1                     | 0                     | 0                     | 0                     | 12       | 1      | 0           | 0          |

## Settore giovanile
Organigramma
- dirigente responsabile: Massimiliano Santoriello[67];
- direttore generale, responsabile tecnici e osservatori: Alfredo Pagliara;
- segretario: Giuseppe Pascarelli;
- responsabile sito web: Ciro Di Cicco;
- responsabile pubbliche relazioni e stampa: Marco Mazzeo;

- responsabile staff medico: Luca Ricciarelli;
- massaggiatori: Nunziante Zambrano e Giuseppe Magliano;
- responsabile strutture e logistica: Giovanni Rossi;
- magazziniere: Sabato Navarra.

### Berretti
Staff tecnico
- allenatore: Alfonso Contaldo[68][69] Pierluca Cincione[70];
- preparatore atletico: Gennaro Zito[71];
- preparatore atletico dei portieri: Gennaro Della Corte;
- dirigente accompagnatore: Ciro Di Cicco.

### Allievi Nazionali
Staff tecnico
- allenatore: Livio Maranzano[72];
- preparatore atletico: Gennaro Zito[71];
- preparatore atletico dei portieri: Gennaro Della Corte;
- dirigente accompagnatore: Sergio Giordano.

### Giovanissimi Nazionali
Staff tecnico
- allenatore: Giuseppe Avella[73] Rocco Santoro;
- preparatore atletico: Gennaro Zito;
- preparatore atletico dei portieri: Ciro Vitale;
- dirigente accompagnatore: Principio Scarlino.

### Giovanissimi Regionali '97
Staff tecnico